# Toutens
Toutens est une commune française située dans le nord-est du département de la Haute-Garonne, en région Occitanie.
Sur le plan historique et culturel, la commune est dans le Lauragais, l'ancien « Pays de Cocagne », lié à la fois à la culture du pastel et à l’abondance des productions, et de « grenier à blé du Languedoc ». Exposée à un climat océanique altéré, elle est drainée par la Marcaissonne et par deux autres cours d'eau.
Toutens est une commune rurale qui compte 430 habitants en 2022, après avoir connu une forte hausse de la population depuis 1975. Elle fait partie de l'aire d'attraction de Toulouse. Ses habitants sont appelés les Toutensois et Toutensoises.

## Géographie

### Localisation
La commune de Toutens se trouve dans le département de la Haute-Garonne, en région Occitanie.
Elle se situe à 28 km à vol d'oiseau de Toulouse, préfecture du département, et à 21 km de Revel, bureau centralisateur du canton de Revel dont dépend la commune depuis 2015 pour les élections départementales.
La commune fait en outre partie du bassin de vie de Caraman.
Les communes les plus proches sont : 
Saint-Germier (1,2 km), Ségreville (1,4 km), Cessales (2,2 km), Beauville (2,4 km), Mourvilles-Basses (3,5 km), Trébons-sur-la-Grasse (3,5 km), Cambiac (4,0 km), Maurens (4,3 km).
Sur le plan historique et culturel, Toutens fait partie du Lauragais, occupant une vaste zone, autour de l’axe central que constitue le canal du Midi, entre les agglomérations de Toulouse au nord-ouest et Carcassonne au sud-est et celles de Castres au nord-est et Pamiers au sud-ouest. C'est l'ancien « Pays de Cocagne », lié à la fois à la culture du pastel et à l’abondance des productions, et de « grenier à blé du Languedoc ».
Toutens est limitrophe de cinq autres communes.
Les communes limitrophes sont  Beauville, Caragoudes, Cessales, Saint-Germier et Ségreville.
| Caragoudes    | Ségreville |           |
|               | Toutens    | Beauville |
| Saint-Germier | Cessales   |           |

### Géologie et relief

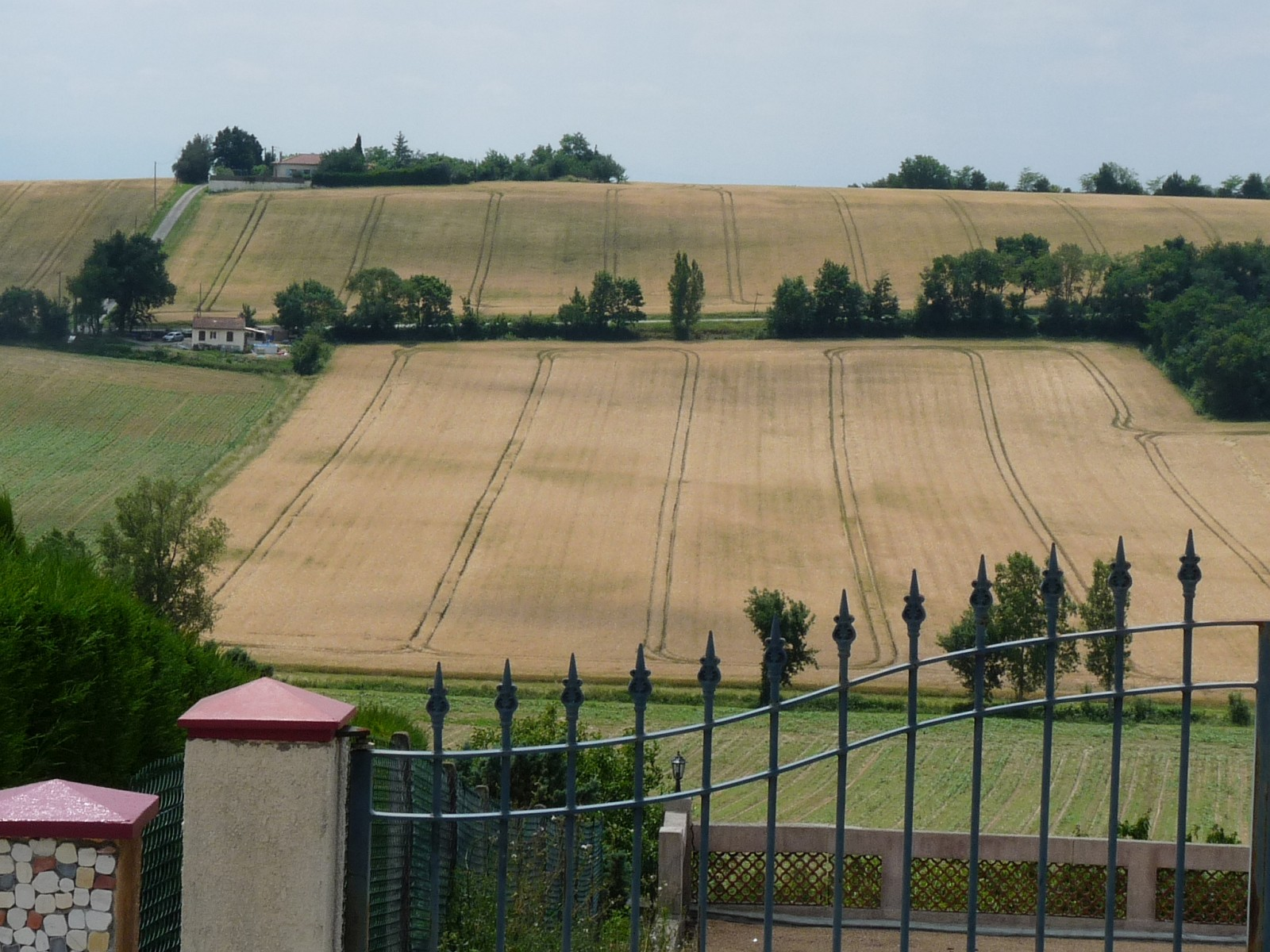
La vallée de la Marcaissonne vue de l'église

La superficie de la commune de Toutens est de 486 hectares. Son altitude varie de 206  à   283 mètres.

### Hydrographie

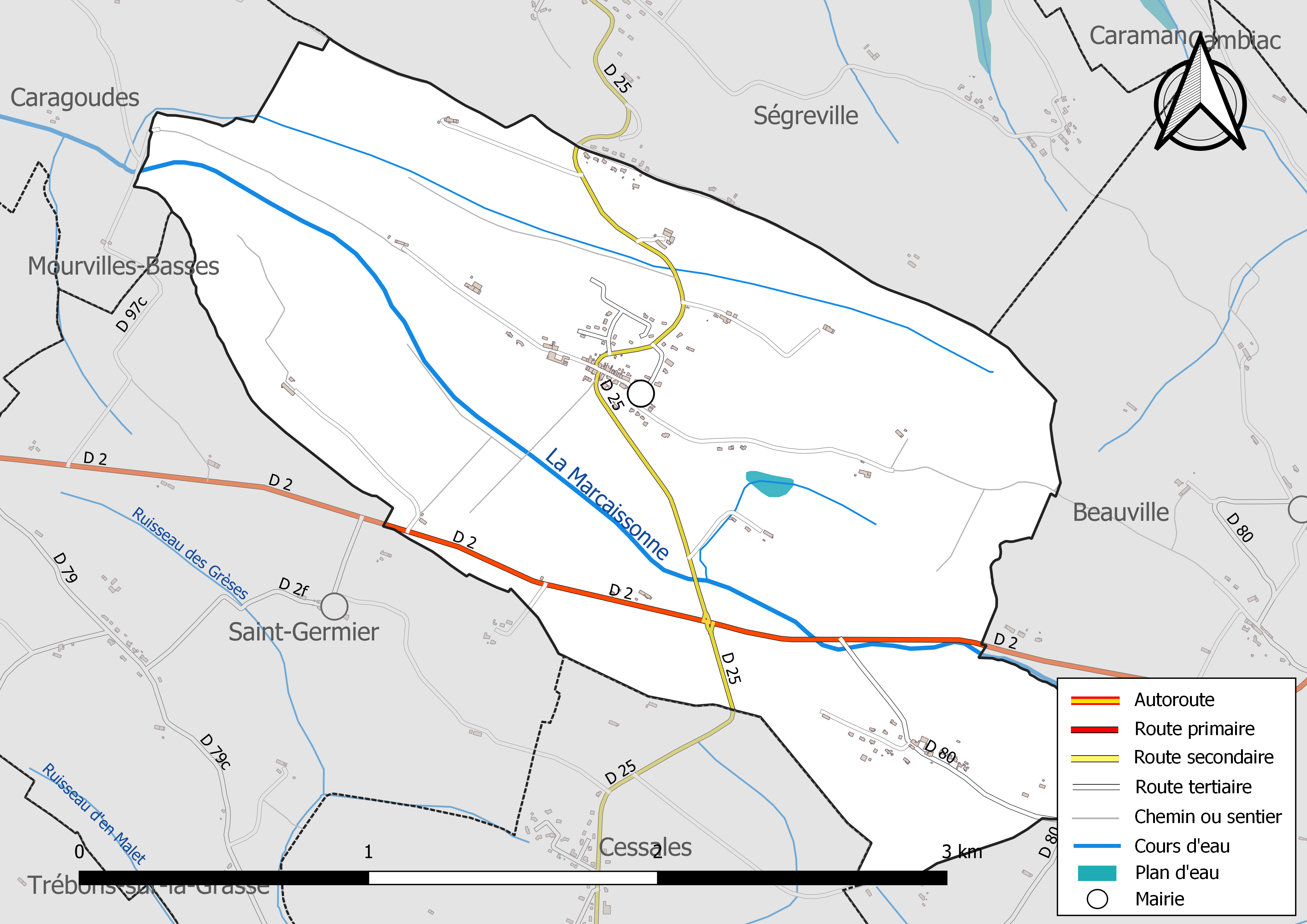
Réseaux hydrographique et routier de Toutens.

Elle est drainée par la Marcaissonne et par deux petits cours d'eau, constituant un réseau hydrographique de 7 km de longueur totale,.
La Marcaissonne, d'une longueur totale de 26,5 km, prend sa source dans la commune de Beauville (31) et s'écoule du sud-est vers le nord-ouest. Elle traverse la commune et se jette dans l'Hers-Mort à Toulouse, après avoir traversé 14 communes.

### Climat
Pour des articles plus généraux, voir Climat de l'Occitanie et Climat de la Haute-Garonne.
En 2010, le climat de la commune est de type climat du Bassin du Sud-Ouest, selon une étude s'appuyant sur une série de données couvrant la période 1971-2000. En 2020, Météo-France publie une typologie des climats de la France métropolitaine dans laquelle la commune est exposée à un climat océanique altéré et est dans la région climatique Aquitaine, Gascogne, caractérisée par une pluviométrie abondante au printemps, modérée en automne, un faible ensoleillement au printemps, un été chaud (19,5 °C), des vents faibles, des brouillards fréquents en automne et en hiver et des orages fréquents en été (15 à 20 jours).
Pour la période 1971-2000, la température annuelle moyenne est de 12,9 °C, avec une amplitude thermique annuelle de 15,8 °C. Le cumul annuel moyen de précipitations est de 796 mm, avec 10,5 jours de précipitations en janvier et 5,5 jours en juillet. Pour la période 1991-2020, la température moyenne annuelle observée sur la station météorologique la plus proche, située sur la commune de Ségreville à 1 km à vol d'oiseau, est de 13,4 °C et le cumul annuel moyen de précipitations est de 747,6 mm,. Pour l'avenir, les paramètres climatiques de la commune estimés pour 2050 selon différents scénarios d'émission de gaz à effet de serre sont consultables sur un site dédié publié par Météo-France en novembre 2022.

### Milieux naturels et biodiversité
Aucun espace naturel présentant un intérêt patrimonial n'est recensé sur la commune dans l'inventaire national du patrimoine naturel,,.

## Urbanisme

### Typologie
Au 1er janvier 2024, Toutens est catégorisée commune rurale à habitat dispersé, selon la nouvelle grille communale de densité à sept niveaux définie par l'Insee en 2022.
Elle est située hors unité urbaine. Par ailleurs la commune fait partie de l'aire d'attraction de Toulouse, dont elle est une commune de la couronne,. Cette aire, qui regroupe 527 communes, est catégorisée dans les aires de 700 000 habitants ou plus (hors Paris),.

### Occupation des sols
L'occupation des sols de la commune, telle qu'elle ressort de la base de données européenne d’occupation biophysique des sols Corine Land Cover (CLC), est marquée par l'importance des territoires agricoles (98,3 % en 2018), une proportion sensiblement équivalente à celle de 1990 (99 %). La répartition détaillée en 2018 est la suivante : 
terres arables (90,8 %), zones agricoles hétérogènes (7,5 %), forêts (1 %), zones urbanisées (0,7 %). L'évolution de l’occupation des sols de la commune et de ses infrastructures peut être observée sur les différentes représentations cartographiques du territoire : la carte de Cassini (XVIIIe siècle), la carte d'état-major (1820-1866) et les cartes ou photos aériennes de l'IGN pour la période actuelle (1950 à aujourd'hui).

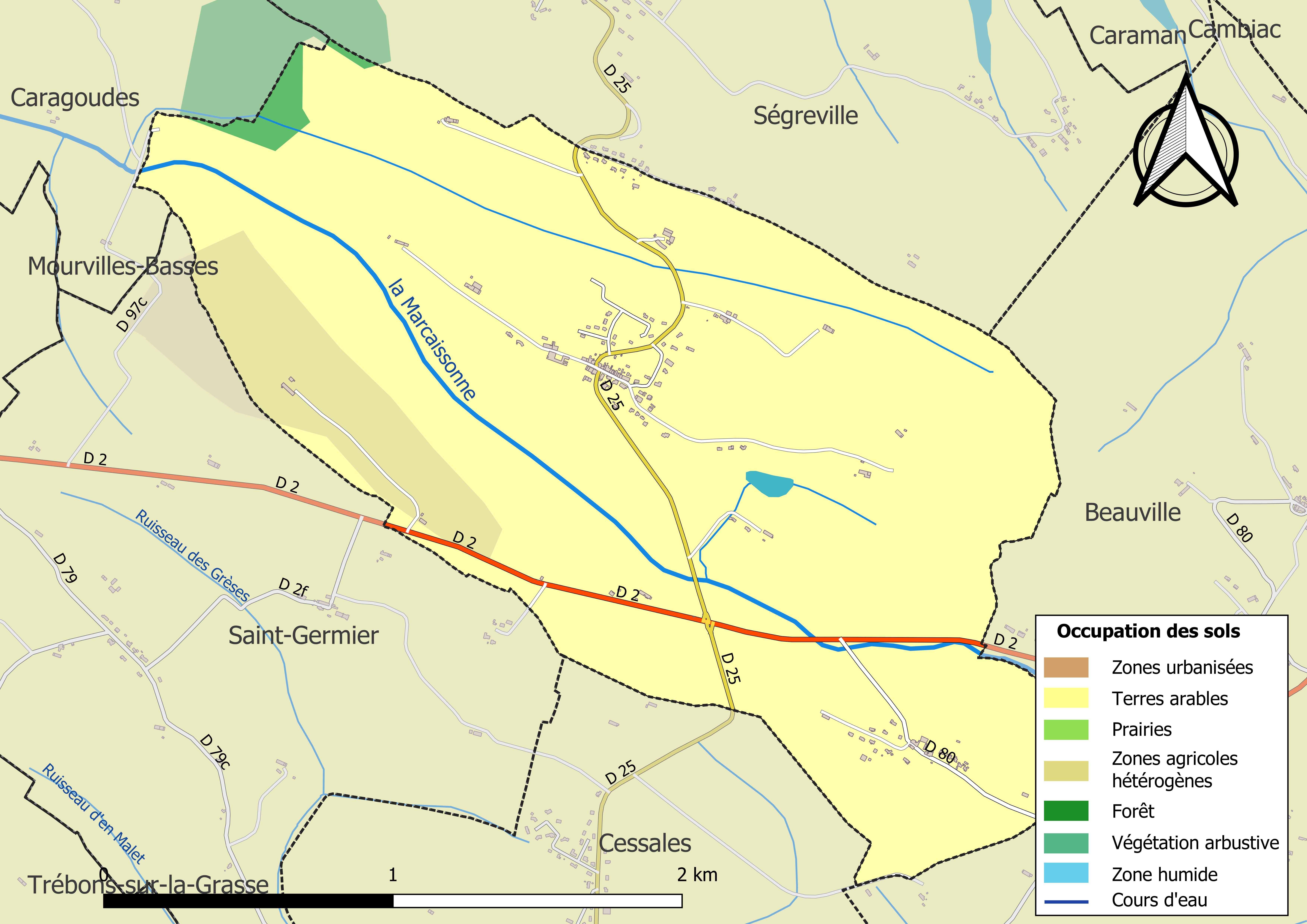
Carte des infrastructures et de l'occupation des sols de la commune en 2018 (CLC).

### Voies de communication et transports
La ligne 357 du réseau Arc-en-Ciel relie la commune à la gare routière de Toulouse depuis Revel.

### Risques majeurs
Le territoire de la commune de Toutens est vulnérable à différents aléas naturels : météorologiques (tempête, orage, neige, grand froid, canicule ou sécheresse), inondations et séisme (sismicité très faible). Un site publié par le BRGM permet d'évaluer simplement et rapidement les risques d'un bien localisé soit par son adresse soit par le numéro de sa parcelle.
Certaines parties du territoire communal sont susceptibles d’être affectées par le risque d’inondation par débordement de cours d'eau, notamment la Marcaissonne. La commune a été reconnue en état de catastrophe naturelle au titre des dommages causés par les inondations et coulées de boue survenues en 1982, 1999 et 2009,.

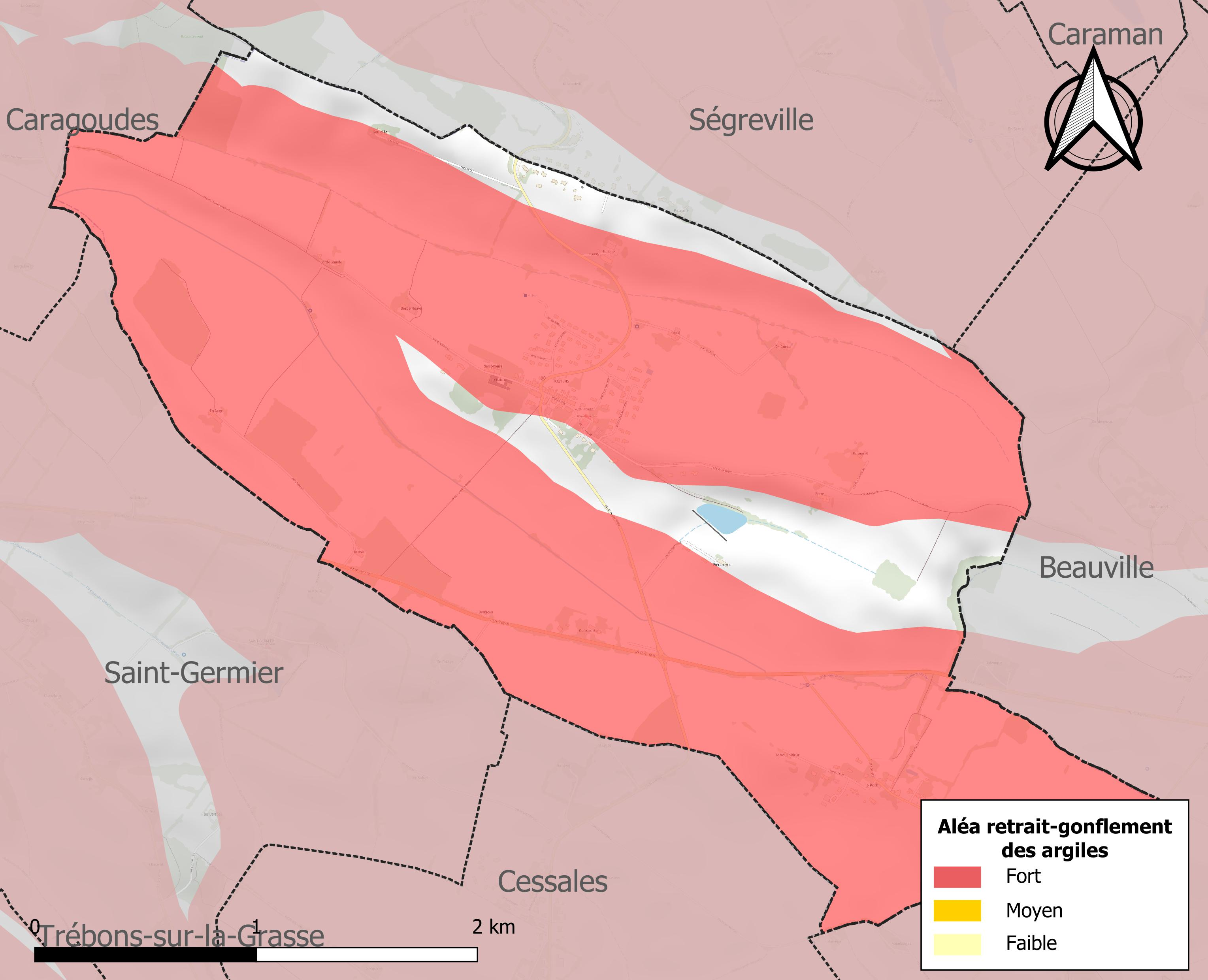
Carte des zones d'aléa retrait-gonflement des sols argileux de Toutens.

Le retrait-gonflement des sols argileux est susceptible d'engendrer des dommages importants aux bâtiments en cas d’alternance de périodes de sécheresse et de pluie. 86,4 % de la superficie communale est en aléa moyen ou fort (88,8 % au niveau départemental et 48,5 % au niveau national). Sur les 124 bâtiments dénombrés sur la commune en 2019, 112 sont en aléa moyen ou fort, soit 90 %, à comparer aux 98 % au niveau départemental et 54 % au niveau national. Une cartographie de l'exposition du territoire national au retrait gonflement des sols argileux est disponible sur le site du BRGM,.
Par ailleurs, afin de mieux appréhender le risque d’affaissement de terrain, l'inventaire national des cavités souterraines permet de localiser celles situées sur la commune.
Concernant les mouvements de terrains, la commune a été reconnue en état de catastrophe naturelle au titre des dommages causés par la sécheresse en 2003 et par des mouvements de terrain en 1999.

## Histoire
Ce hameau était à l'origine une seigneurie, qui était initialement une dépendance de la baronnie de Beauville ; elle finira par en être détachée complètement en faveur de la famille De Ver, qui possède la justice basse du consulat de Toutens. Elle a été dénombrée en 1463, 1540, 1544 et 1554 avec le droit de nommer les consuls et recevoir leurs fermes.
Un dénombrement du 10 avril 1554 de noble Jean De Ver, nous apprend qu'il a un château avec pressoir, fosses, un pigeonnier à quatre piliers. Il était situé à  l’est du village à l’emplacement même ou se trouvent aujourd’hui l’église et la maison d’école. Ce château féodal dont on trouve encore quelques traces. Le 28 juin 1580, pendant les guerres de Religion, le vicomte de Turenne, du parti protestant et qui tenait Revel pour les Huguenots, s'avance vers Auriac et Caraman, prend le château du Faget, et tue tous ceux qui s'y trouvent, puis il prend Beauville, Toutens, Maurens, Mouzens, Cambiac et quelques autres châteaux du pays. Le château de Toutens et ces autres ont été brûlés et rasés. Le château actuel, château Saint-Pierre, est bâti avec les débris du château féodal. Ce château est l'ancien château du marquis de Toutens. Le 25 août 1817, le roi Louis XVIII accorde un majorat avec le titre de marquis, sur le fief de Toutens, au profit des héritiers de Ver, la famille de Puybusque.

### Héraldique
| Toutens | Son blasonnement est : D'argent au pigeon d'azur . |

## Politique et administration

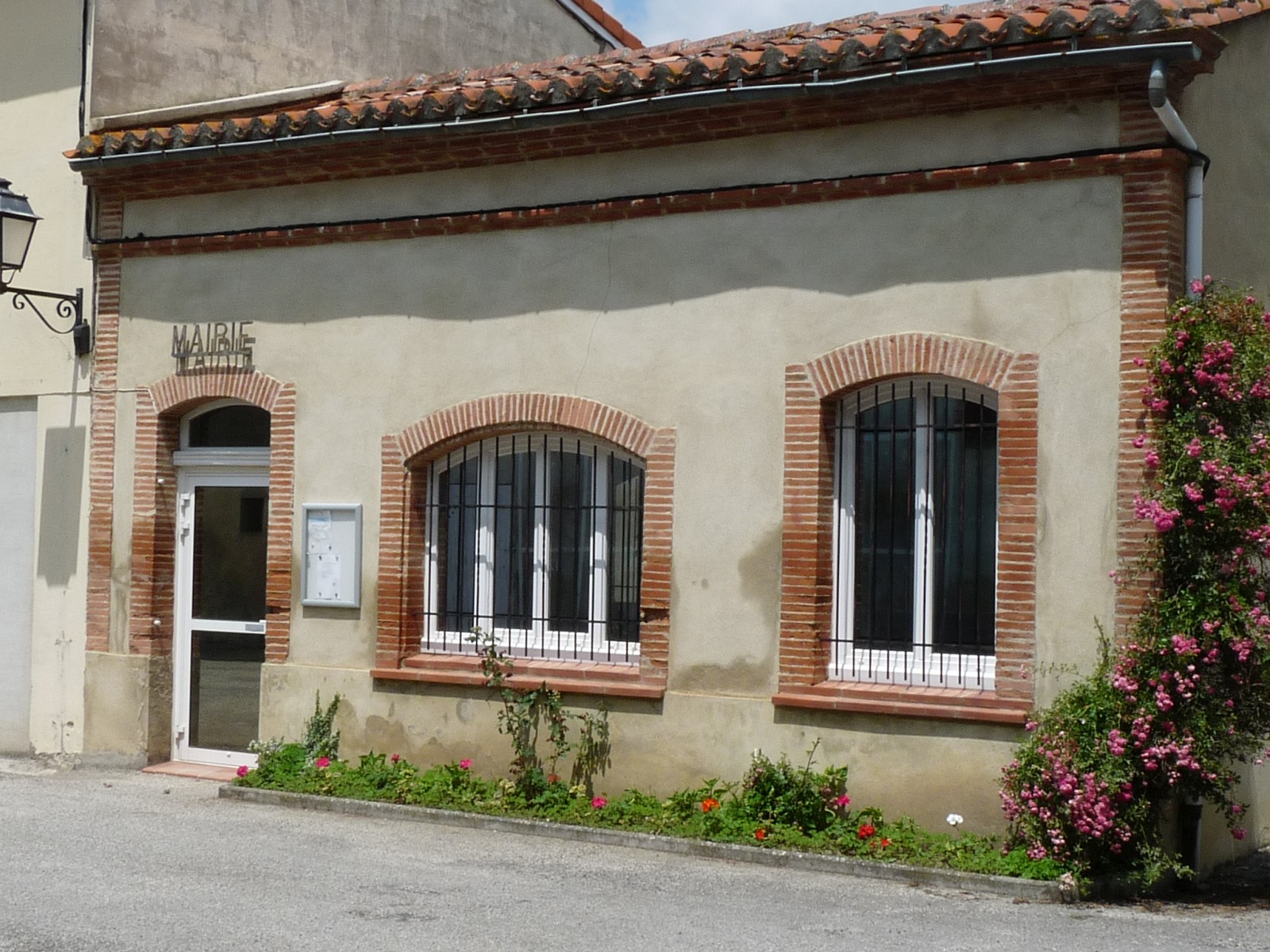
La mairie

### Administration municipale
Le nombre d'habitants au recensement de 2011 étant compris entre 100 et 499, le nombre de membres du conseil municipal pour l'élection de 2014 est de onze,.

### Rattachements administratifs et électoraux
Commune faisant partie de la septième circonscription de la Haute-Garonne de la communauté de communes des Terres du Lauragais et du canton de Revel (avant le redécoupage départemental de 2014, Toutens faisait partie de l'ex-canton de Caraman) et avant le 1er janvier 2017 elle faisait partie de la communauté de communes Cœur Lauragais.

### Liste des maires
| Période                                  | Période  | Identité           | Étiquette | Qualité       |
| ---------------------------------------- | -------- | ------------------ | --------- | ------------- |
| juin 1995                                | 2020     | Denis Magre        | PS        | Fonctionnaire |
| 2020                                     | En cours | Christian Caminade |           |               |
| Les données manquantes sont à compléter. |          |                    |           |               |

## Population et société

### Démographie
L'évolution du nombre d'habitants est connue à travers les recensements de la population effectués dans la commune depuis 1793. Pour les communes de moins de 10 000 habitants, une enquête de recensement portant sur toute la population est réalisée tous les cinq ans, les populations de référence des années intermédiaires étant quant à elles estimées par interpolation ou extrapolation. Pour la commune, le premier recensement exhaustif entrant dans le cadre du nouveau dispositif a été réalisé en 2006.

En 2022, la commune comptait 430 habitants, en évolution de +31,1 % par rapport à 2016 (Haute-Garonne : +8,02 %, France hors Mayotte : +2,11 %).
| 1793 | 1800 | 1806 | 1821 | 1831 | 1836 | 1841 | 1846 | 1851 |
| ---- | ---- | ---- | ---- | ---- | ---- | ---- | ---- | ---- |
| 214  | 220  | 251  | 236  | 256  | 280  | 292  | 288  | 281  |

| 1856 | 1861 | 1866 | 1872 | 1876 | 1881 | 1886 | 1891 | 1896 |
| ---- | ---- | ---- | ---- | ---- | ---- | ---- | ---- | ---- |
| 290  | 248  | 234  | 225  | 220  | 219  | 201  | 182  | 175  |

| 1901 | 1906 | 1911 | 1921 | 1926 | 1931 | 1936 | 1946 | 1954 |
| ---- | ---- | ---- | ---- | ---- | ---- | ---- | ---- | ---- |
| 177  | 188  | 189  | 173  | 177  | 150  | 143  | 122  | 130  |

| 1962 | 1968 | 1975 | 1982 | 1990 | 1999 | 2006 | 2011 | 2016 |
| ---- | ---- | ---- | ---- | ---- | ---- | ---- | ---- | ---- |
| 110  | 129  | 107  | 149  | 151  | 143  | 167  | 230  | 328  |

| 2021 | 2022 | - | - | - | - | - | - | - |
| ---- | ---- | - | - | - | - | - | - | - |
| 416  | 430  | - | - | - | - | - | - | - |

| selon la population municipale des années : | 1968 | 1975 | 1982 | 1990 | 1999 | 2006 | 2009 | 2013 |
| Rang de la commune dans le département      | 463  | 358  | 377  | 396  | 396  | 408  | 393  | 312  |
| Nombre de communes du département           | 592  | 582  | 586  | 588  | 588  | 588  | 589  | 589  |

### Enseignement
Toutens fait partie de l'académie de Toulouse.
L'éducation est assurée par un regroupement pédagogique intercommunal de la maternelle au primaire, qui regroupe les communes de Tarabel, Maureville, Caragoudes, Segreville et Mourvilles-Basses.
Puis le collège de Caraman.

### Culture et festivités

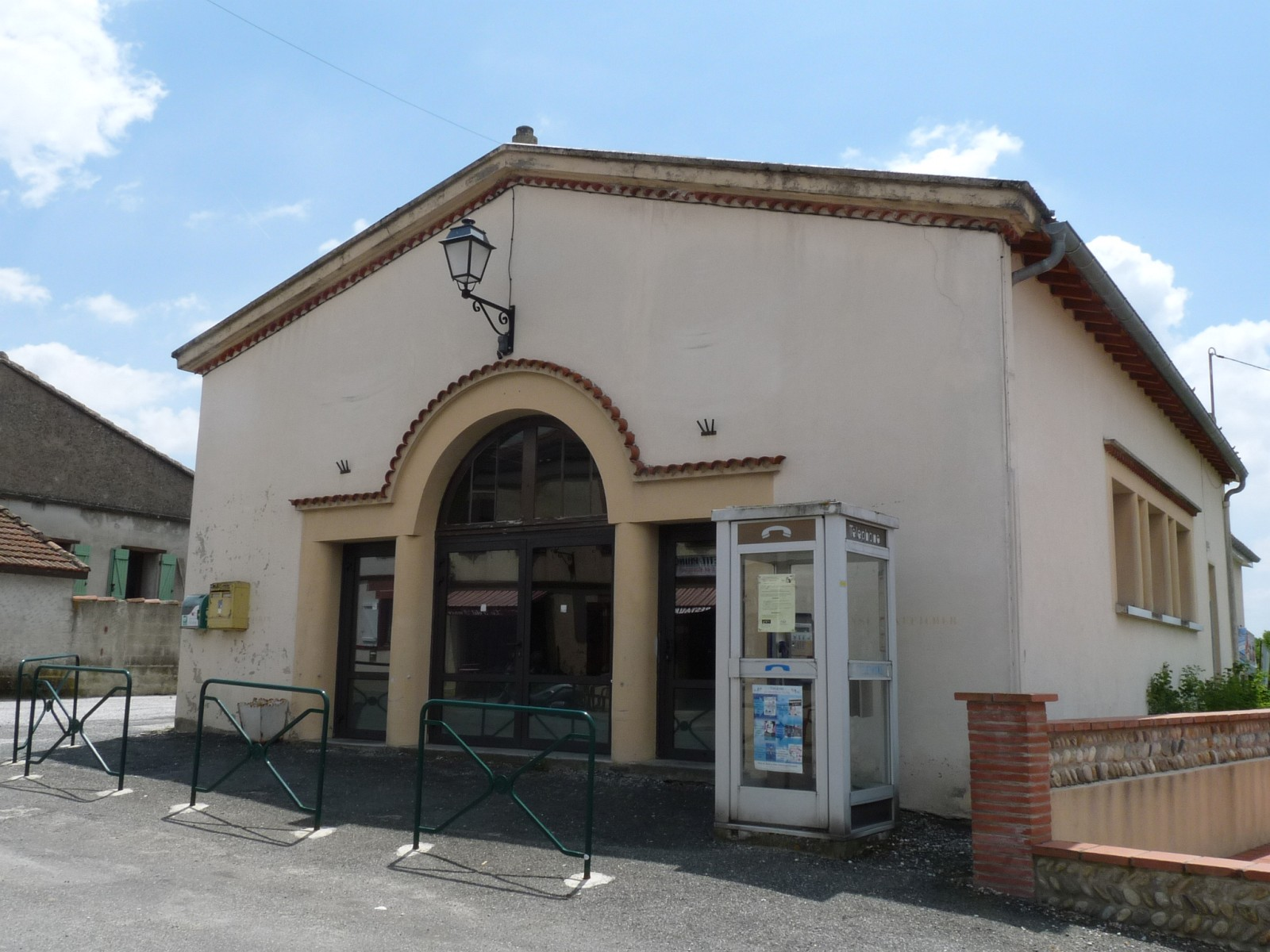
La salle des fêtes

Salle des fêtes, bibliothèque, fête locale (fin juillet),

### Activités sportives
Gymnastique, chasse, pétanque,
Rugby

### Écologie et recyclage
La collecte et le traitement des déchets des ménages et des déchets assimilés ainsi que la protection et la mise en valeur de l'environnement se font dans le cadre du SIPOM de Revel,.

## Économie

### Revenus
En 2018  (données Insee publiées en septembre 2021), la commune compte 130 ménages fiscaux, regroupant 369 personnes. La médiane du revenu disponible par unité de consommation est de 21 730 € (23 140 € dans le département).

### Emploi
|                | 2008  | 2013  | 2018  |
| -------------- | ----- | ----- | ----- |
| Commune        | 1,9 % | 5,4 % | 7,2 % |
| Département    | 7,7 % | 9,6 % | 9,3 % |
| France entière | 8,3 % | 10 %  | 10 %  |

En 2018, la population âgée de 15 à 64 ans s'élève à 218 personnes, parmi lesquelles on compte 82,1 % d'actifs (74,9 % ayant un emploi et 7,2 % de chômeurs) et 17,9 % d'inactifs,. Depuis 2008, le taux de chômage communal (au sens du recensement) des 15-64 ans est inférieur à celui de la France et du département.
La commune fait partie de la couronne de l'aire d'attraction de Toulouse, du fait qu'au moins 15 % des actifs travaillent dans le pôle,. Elle compte 20 emplois en 2018, contre 44 en 2013 et 22 en 2008. Le nombre d'actifs ayant un emploi résidant dans la commune est de 163, soit un indicateur de concentration d'emploi de 12 % et un taux d'activité parmi les 15 ans ou plus de 70,2 %.
Sur ces 163 actifs de 15 ans ou plus ayant un emploi, 11 travaillent dans la commune, soit 7 % des habitants. Pour se rendre au travail, 93,5 % des habitants utilisent un véhicule personnel ou de fonction à quatre roues, 1,3 % les transports en commun, 1,9 % s'y rendent en deux-roues, à vélo ou à pied et 3,2 % n'ont pas besoin de transport (travail au domicile).

### Activités hors agriculture
13 établissements sont implantés  à Toutens au 31 décembre 2019.
Le secteur du commerce de gros et de détail, des transports, de l'hébergement et de la restauration est prépondérant sur la commune puisqu'il représente 38,5 % du nombre total d'établissements de la commune (5 sur les 13 entreprises implantées  à Toutens), contre 25,9 % au niveau départemental.

### Agriculture
|               | 1988 | 2000 | 2010 | 2020 |
| ------------- | ---- | ---- | ---- | ---- |
| Exploitations | 10   | 8    | 6    | 3    |
| SAU (ha)      | 382  | 531  | 535  | 392  |

La commune est dans le Lauragais, une petite région agricole occupant le nord-est du département de la Haute-Garonne, dont les coteaux portent des grandes cultures en sec avec une dominante blé dur et tournesol. En 2020, l'orientation technico-économique de l'agriculture  sur la commune est la culture de céréales et/ou d'oléoprotéagineuses. Trois exploitations agricoles ayant leur siège dans la commune sont dénombrées lors du recensement agricole de 2020 (dix en 1988). La superficie agricole utilisée est de 392 ha,,.

## Culture locale et patrimoine

### Lieux et monuments
- Le château Saint-Pierre.
- Le moulin d'Hercule.
- L'église paroissiale Saint-Pierre avec son clocher-mur.

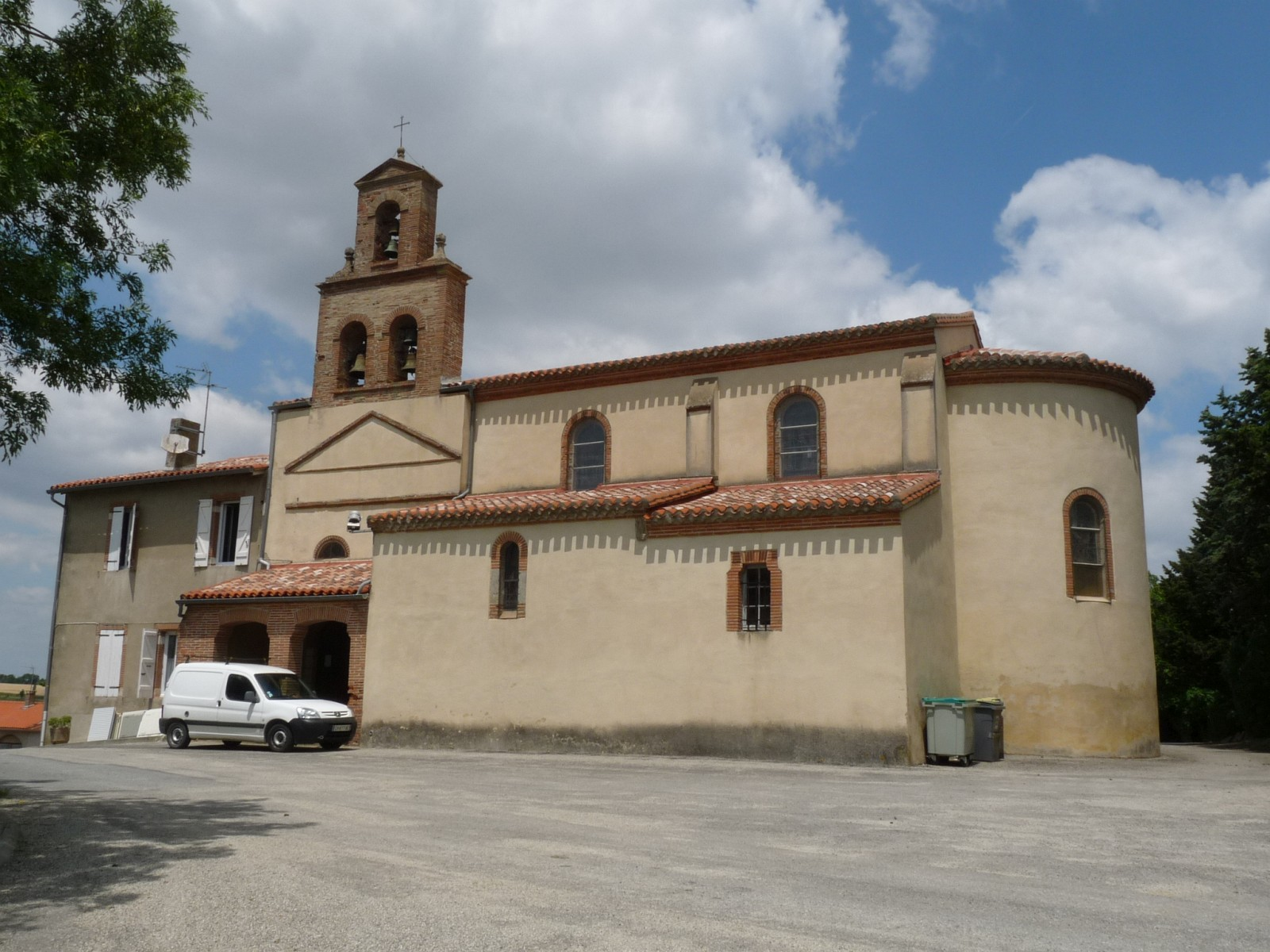
L'église Saint-Pierre.
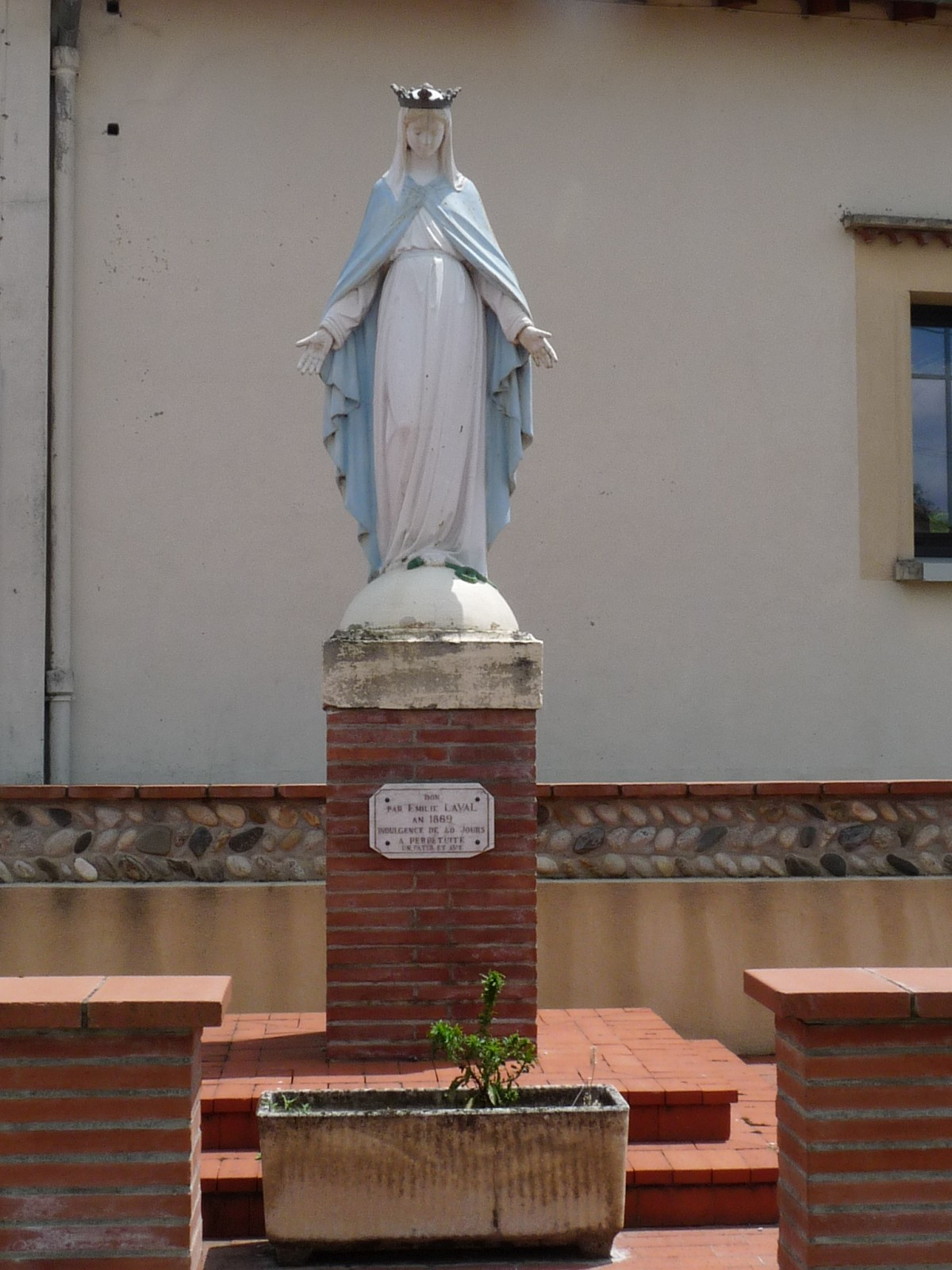
Statue de l'Immaculée conception.
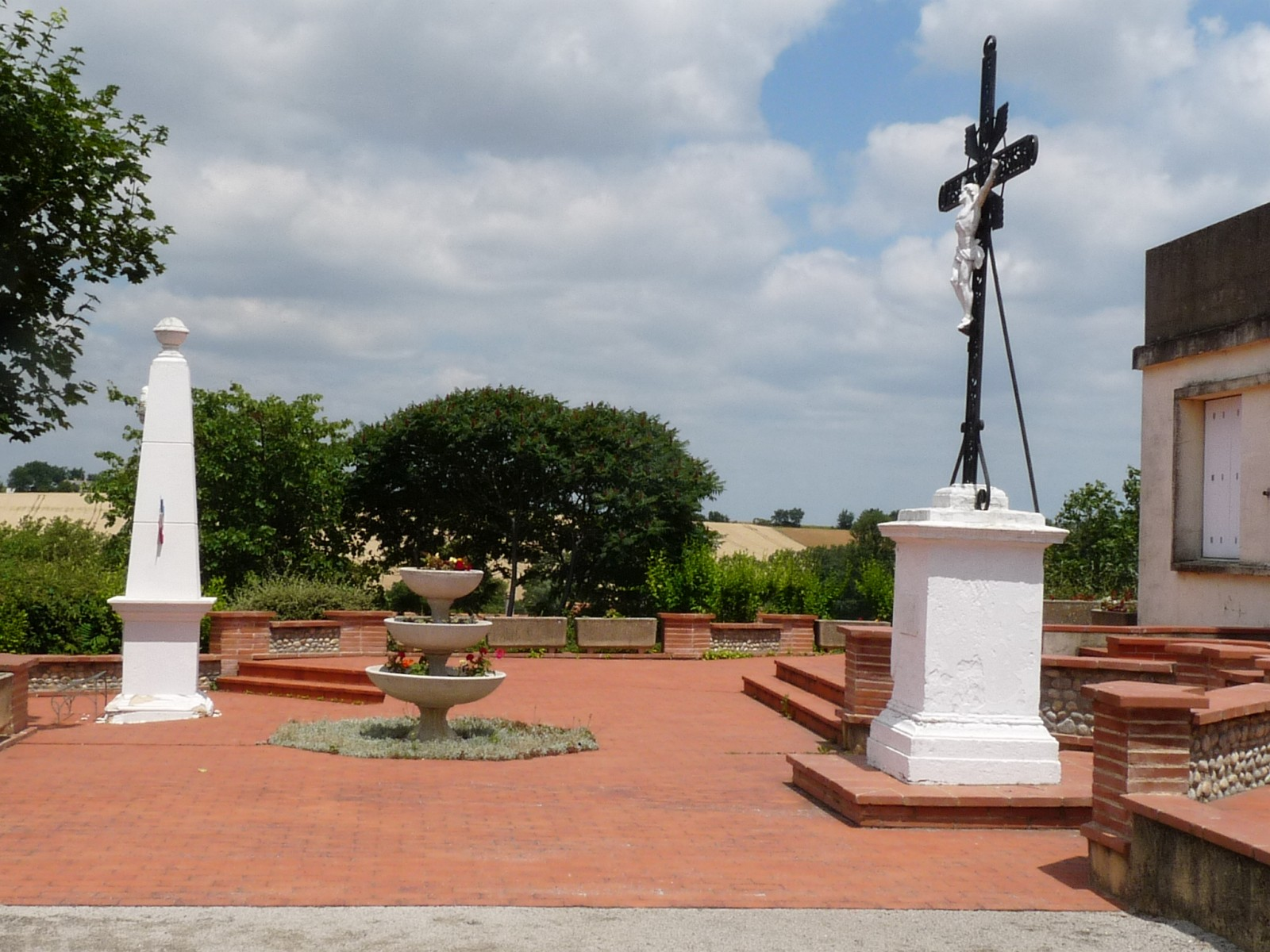
Square du monument aux morts et croix.

### Personnalités liées à la commune
- Edmond Caze
- Laure Sansus